# Flügellose Knarrschrecke

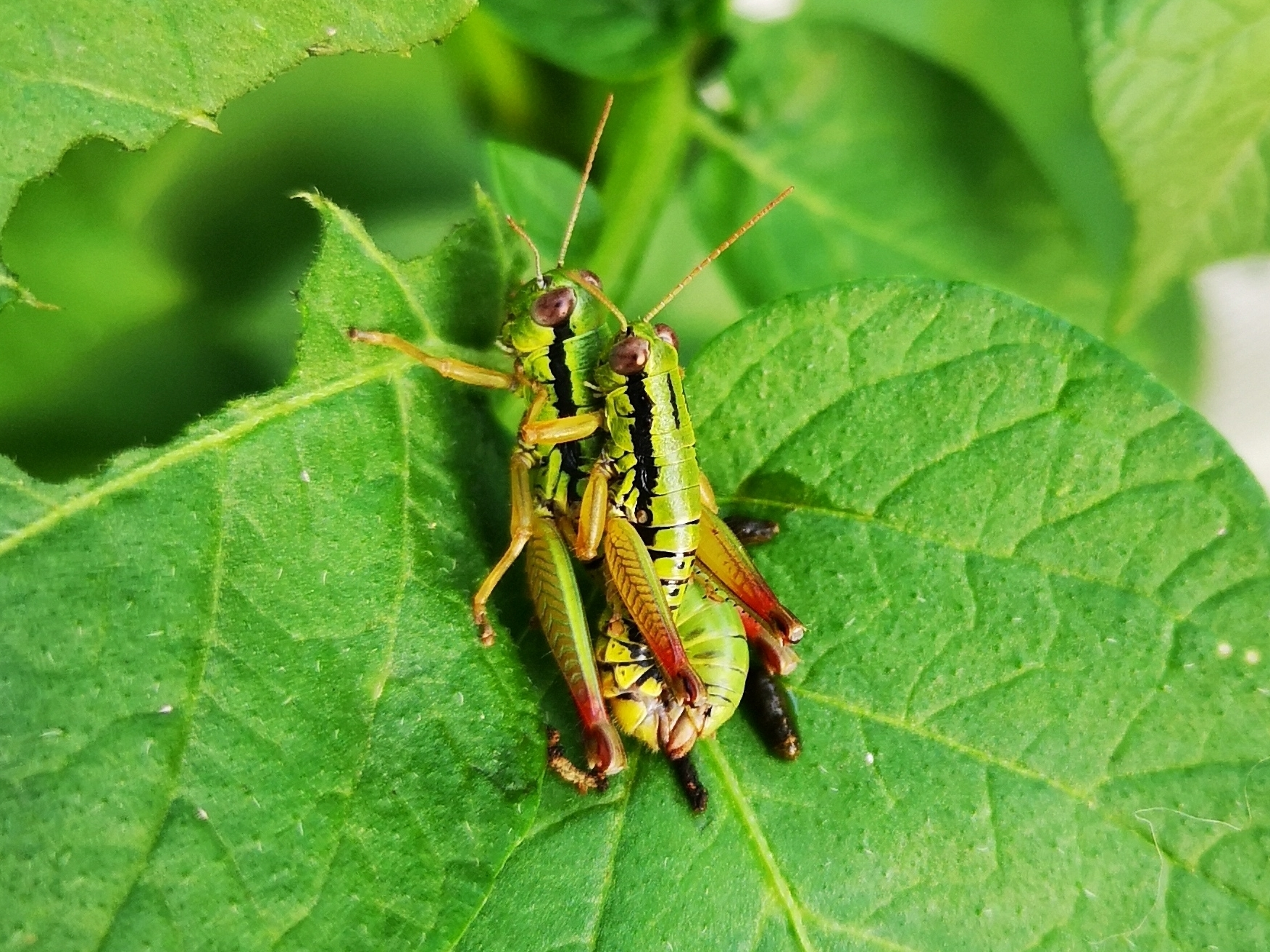
Flügellose Knarrschrecke (Micropodisma salamandra), Paarung

Die Flügellose Knarrschrecke (Micropodisma salamandra) ist eine Heuschreckenart aus der Familie der Feldheuschrecken (Acrididae).

## Merkmale
Die Flügellose Knarrschrecke ist schlank gebaut. Männchen erreichen eine Körperlänge von 14 bis 18 Millimeter, Weibchen 20 bis 24 Millimeter. Der Körper weist als Grundfärbung ein leuchtendes gelbgrün auf. Eine dunkel Längsbinde verläuft vom Hinterrand der Augen bei den Weibchen bis zum Tympanum, bei den Männchen bis zur Abdomenspitze. Die Färbung der Beine geht eher ins gelblich olive. Kurz vor dem Kniegelenk findet sich auf den Hinterschenkeln ein markanter, rötlicher, unscharf abgegrenzter Ring. Die Art ist vollständig flügellos. Aufgrund des Fehlens der Flügel ist das Hörorgan, welches gut ausgebildet ist, deutlich erkennbar.

## Vorkommen und Lebensweise
Das Verbreitungsgebiet umfasst das östliche Italien, Slowenien, Kroatien sowie das südliche und östliche Österreich, wo die wärmeliebende Art allerdings seltener anzutreffen ist. Ihr Lebensraum sind niedrige Sträucher an den Rändern von Wegen und Wäldern. Zwischen Juni und August sind Adulte Tiere zu finden.

## Belege